# Propædia

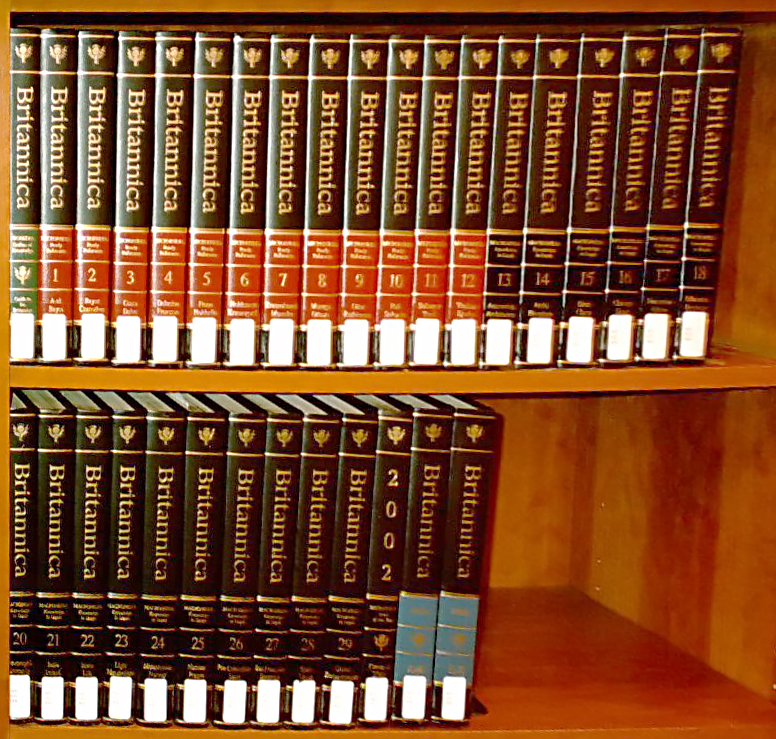
de la Britannica en 2002. La Propædia (dos gris-vert) est suivie des 12 volumes de la Micropædia (dos orange) et des 17 de la Macropædia (dos noir), plus le volume de 2002 (dos noir) et les 2 volumes d'index (dos cyan).

La Propædia est l'une des trois parties de la 15e édition de l'Encyclopædia Britannica, les deux autres étant la Macropædia et la Micropædia. La Propædia est un volume unique, alors que la Micropædia et la Macropædia ont respectivement 12 et 17 volumes. Elle est destinée à classer le contenu de la Britannica selon une organisation thématique, en complément de l'organisation alphabétique des deux autres parties. Introduites en 1974 avec la 15e édition, la Propædia et la Micropædia ont remplacé l'index de la 14e édition. Cependant, de nombreuses critiques ont fait restaurer en 1985 l'index en deux volumes.
Le cœur de la Propædia est sa « ligne directrice du savoir » qui cherche à fournir une structure logique des connaissances humaines. La Propædia comporte également plusieurs annexes avec le nom des contributeurs, éditeurs et le personnel de la Britannica qui ont contribué aux trois parties de l'encyclopédie.